# Zarzosa de Río Pisuerga
Zarzosa de Río Pisuerga – gmina w Hiszpanii, w prowincji Burgos, w Kastylii i León, o powierzchni 10,81 km². W 2011 roku gmina liczyła 34 mieszkańców.